# Et voici : Jacques Desrosiers
Albums de Jacques Desrosiers
Jacques Desrosiers au « Casa Loma »
(1960)
Singles
1. Le peddler / La java à Lumina
Sortie : Octobre 1958
2. Hortense, t'es pas sexée / Ou trop vite ou pas assez
Sortie : Juin 1959
3. Et voici Jacques Desrosiers / Je promets
Sortie : Août 1959
4. Alfonso / Y paraît que
Sortie : Novembre 1959

Et voici : Jacques Desrosiers est un album de chansons humoristiques de Jacques Desrosiers, commercialisé en 1959.
Il s'agit du tout premier album de Jacques Desrosiers, il porte le numéro de catalogue FLS-501.

## Titres
| 1. | Le peddler               | 2:30 |
| 2. | Hortense, t'es pas sexée | 2:21 |
| 3. | Alfonso                  | 2:47 |
| 4. | Je promets               | 2:35 |

| 5. | La java à Lumina | 2:17 |
| 6. | Y paraît que | 1:41 |
| 7. | Ou trop vite ou pas assez                                                                                                  | 1:54 |
| 8. | Et voici Jacques Desrosiers (Le miracle / Tu n'as pas compris / Il n'y a que toi / Valse de rues / Pourquoi es-tu partie?) | 4:34 |

## Crédits
- Photographie : O'Neil of Montreal
- Direction musicale : Pierre Noles